# Algueirão - Mem Martins
Algueirão - Mem Martins – miasto w Portugalii. Według danych szacunkowych na rok 2008 liczy 85 364 mieszkańców. Prawa miejskie otrzymało 1 lutego 1988.